# بانو مکبث سیبریایی
بانو مکبث سیبریایی (انگلیسی: Siberian Lady Macbeth) یک فیلم درام به کارگردانی آندری وایدا است که در سال ۱۹۶۲ منتشر شد. از بازیگران آن می‌توان به لیوبا تادیچ اشاره کرد.